# パーソナルモビリティ
パーソナルモビリティ（英: personal transporter, personal mobility device, etc.）とは、1～2人乗りのコンパクトな車両である。歩行者と既存の乗り物（自転車・原付・自動二輪車・乗用車など）の間を補完しうる個人向けの移動ツールであり、人が移動する際の1人当たりのエネルギー消費を抑制するという意図のもと、従来の自動車とは一線を画した移動体として提案されている。

## 概要
パーソナルモビリティの形態は様々で、代表的な製品としてはセグウェイ（倒立振子ロボット）やWHILL（電動車椅子）、トヨタ・C+walk（電気自動車、移動用小型車）が、一般名称としてはシニアカーや電動キックボードなどがある。さらに既存の乗り物の形態にとらわれない、多脚歩行型の次世代モビリティも自動車メーカーから提案されている。
搭乗型移動支援ロボット（介護機器としては移動支援介護ロボット）、マイクロモビリティ、Personal transporterなどの呼称も存在する。
特殊なものとしてはジャイロボード（棒のないセグウェイ）やホバーボード（車輪のないスケートボード）という形態もある。現時点では実質的にエンタメ目的、広告目的に限られており、公道での使用も禁止されている。
当時セグウェイの価格が96万円以上で、普及は10年以上にわたり難航してきた。しかし、2015年4月19日に米国セグウェイ社が中国のNinebot社に買収され、10万円以下のNinebot One（立ち乗り電動一輪車）やNinebot Mini（立ち乗り電動並輪車）といった中国製の低価格商品が市場に登場した。ホバーボード（ミニ・セグウェイ）と呼ばれる4万円台の廉価版も登場したが、2015年末頃には中国製の安価な製品のリチウムイオンバッテリーが火災を引き起こす事故が頻発。この結果、Amazonパーソナルモビリティのオンライン販売を一時中止する状況となった。
従来、パーソナルモビリティの製品群は主に二輪タイプが中心であったが、運転操作の安定性に課題が存在し、死亡事故も発生していた。それらの問題を解決するため、近年では三輪タイプに注目が集まっており、新たにこの市場に参入するメーカーも増えている。

## 普及に向けた課題
2016年現在の日本では、道路交通法の改正を踏まえた搭乗型移動支援ロボットとしての公道を用いた実証実験の許可を得た場合を除き、公道上を自由に走行することはできないが、筑波研究学園都市内のつくばモビリティロボット実験特区を手始めに、関東地方の各地で認可を得て実証実験が行われるようになってきている。
普及すれば省エネルギーで移動の選択肢が増えるパーソナルモビリティでの技術的な課題は解決されつつあるが、公道での走行には規制があり、依然として普及への壁が立ちはだかる。そのため、今後世界規模での市場の成長が見込める分野であるにもかかわらず、日本国内のメーカーは公道での試作車の試験ができず、事業としての成長の見込みが薄いため、次第に競争力を失いつつある、との見解もある。
2022年、最高速度6kmなどの一定の規制を満たしたものを「移動用小型車」、身体障害者用補助用のパーソナルモビリティを車椅子の枠に含めるために「身体障害者用の車椅子」から「身体障害者用の車」とする道路交通法の改正が行われた。

### 車両関係法規と開発の推移
メーカーによるコンセプトモデルや乗用ではない宅配ロボットなども含めた開発の推移をまとめる。
- 2011年6月2日: つくば市のつくばモビリティロボット実験特区でセグウェイの公道走行実験が開始。個人モビリティの可能性を模索[22]。
- 2012年: 村田製作所など、電動歩行アシストカー「KeePace (キーパス)」を発表[23][24]。
- 2015年: トヨタ自動車、レクサスのブランド広告キャンペーンの一環として、ホバーボードを発表[25][26]。
- 2015年7月10日: セグウェイなどの搭乗型移動支援ロボットの公道上での実証実験が全国で可能となる[27]。
- 2018年: ヤマハ発動機が低速電動モビリティのコンセプトモデル「YNF-01」を発表[28]。
- 2022年4月27日: 電動キックボード、自動運転車、パーソナルモビリティ、宅配ロボット等の新しいモビリティへの対応のため、特定小型原動機付自転車、移動用小型車、遠隔操作型小型車、レベル4自動運転に対応する特定自動運行の規定が新設される。運転免許証とマイナンバーカードの一体化対応、自転車のヘルメットの努力義務化等[29]。
- 2023年4月1日: 自動走行ロボットの公道走行を可能にする改正道路交通法が施行。自動走行ロボットは「遠隔操作型小型車」（最大速度6km/h以下、長さ120cm以下、幅70cm以下、高さ120cm以下、電動機のみ可などの条件を満たした小型車）として届出制となる[30][31]。
- 2023年7月1日: 電動キックボード（特定小型原動機付自転車、16歳以上で運転免許不要、ヘルメット着用は努力義務、速度制限あり）の公道走行を可能にする改正道路交通法が施行[32]。
- 2023年10月: JMS23（ジャパンモビリティショー）で、スズキが次世代四脚モビリティ「MOQBA（モクバ）」を公開[4][5]。
- 2025年4月: 大阪・関西万博(EXPO2025)で、カワサキが“4足歩行”型の新感覚オフロードパーソナルモビリティ「CORLEO(コルレオ)」を発表[6][7]。

### 所轄官庁との関係
警察庁が道路交通法の執行を、厚生労働省が福祉機器の管理を、国土交通省がスマートモビリティやMaaSを、経済産業省が産業振興を担当する。

## 市販車
- セグウェイ
- Ninebot Mini
- Ninebot One
- T3 Motion, Inc.・T3
- steeeva（エスティーバ） - マイクロカーとして日本で公道走行可（車両登録や自動車検査証が必要）[33]
- WalkCar（ウォーカー）
- Solowheel
- ONEWHEEL i-1
- RYNO
- SBU V3
- WHILL　- 福祉用具のため、公道走行可
- Airwheel
- トヨタ・C+walk

## 試作車
- トヨタ
  - ウィングレット
  - i-ROAD（アイロード）
  - i-REAL（アイリアル）
  - i-swing（アイスウィング）
  - i-unit（アイユニット）
  - i-foot（アイフット）
  - PM
- ホンダ
  - U3-X
  - ユニカブ
- アイシン精機・ILY-A（アイリーエー）
- スズキ・ピクシー
- ヤマハ・トリタウン

## コンセプト
- SUBA-RO（スバ・ルー）